# Srbská radikální strana
Srbská radikální strana (srbsky Српска радикална странка, Srpska radikalna stranka) je srbská politická strana založená roku 1991. Zvítězila v parlamentních volbách v letech 2007 a 2008, po odchodu proevropského křídla ale po dalších volbách parlament opustila. Předsedou strany je Vojislav Šešelj.

## Charakteristika a zapojení do politického systému
Srbská radikální strana vznikla 23. února 1991 sloučením Národní radikální strany (NRS) a Srbského četnického hnutí (SCP).
Vystupuje jako nacionalistická, antikomunistická a národně konzervativní strana, hlásí se k ideji tzv. Velkého Srbska. Proto bývá označována jako krajně pravicová.
V období let 1998–2000 byla koaličním partnerem Socialistické strany Srbska Slobodana Miloseviće V prezidentských volbách v říjnu 2002 Vojislav Šešelj obdržel 23 %, v prosinci téhož roku 36 %, v roce 2004 kandidát strany Tomislav Nikolić získal 30 % hlasů v prvním kole, ve druhém pak 45,4 %. V parlamentních volbách 2007 vyhrála s 28,6 % (81 mandátů) a vítězství zopakovala v roce 2008 se ziskem 29,5 % (78 mandátů), vzhledem k politické izolaci ale zůstala v opozici.
V roce 2008 Nikolić stranu se svými příznivci opustil poté, co na rozdíl od Šešelje prosazoval proevropské směřování Srbska, a založil Srbskou pokrokovou stranu.
V parlamentních volbách v roce 2012 získala SRS 4,63 %, a její zástupci tak parlament opustili. Do parlamentu se strana vrátila až po volbách v roce 2016.
Strana udržuje mezinárodní vztahy s evropskou ultrapravicí, je součástí sdružení Euronat.

## Volební výsledky

### Parlamentní volby
| Volby | Počet hlasů | Hlasy v % | Mandáty |
| ----- | ----------- | --------- | ------- |
| 1992  | 1 066 765   | 22,58%    | 73      |
| 1993  | 595 467     | 13,58 %   | 39      |
| 1997  | 1 162 216   | 28,1      | 82      |
| 2000  | 322 333     | 8,6       | 23      |
| 2003  | 1 056 256   | 27,61     | 82      |
| 2007  | 1 153 453   | 28,59     | 81      |
| 2008  | 1 219 436   | 29,5      | 78      |
| 2012  | 180 558     | 4,63      | 0       |
| 2014  | 72 303      | 2,01      | 0       |
| 2016  | 306 052     | 8,10      | 22      |

### Prezidentské volby
| Volební rok     | Kandidát           | 1. kolo     | 1. kolo   | 2. kolo     | 2. kolo   |
| Volební rok     | Kandidát           | Počet hlasů | Hlasy v % | Počet hlasů | Hlasy v % |
| --------------- | ------------------ | ----------- | --------- | ----------- | --------- |
| 1997 (září)     | Vojislav Šešelj    | 1 126 940   | 27,28 %   | 1 733 859   | 49,10 %   |
| 1997 (prosinec) | Vojislav Šešelj    | 1 227 076   | 32,19 %   | 1 383 868   | 37,57 %   |
| 2002 (říjen)    | Vojislav Šešelj    | 845 308     | 23,24 %   | —           | —         |
| 2002 (prosinec) | Vojislav Šešelj    | 1 063 296   | 36,08 %   | —           | —         |
| 2003            | Tomislav Nikolić   | 1 166 896   | 46,23 %   | —           | —         |
| 2004            | Tomislav Nikolić   | 954 339     | 30,60 %   | 1 434 068   | 45,40 %   |
| 2008            | Tomislav Nikolić   | 1 646 172   | 39,99 %   | 2 197 155   | 47,97 %   |
| 2012            | Jadranka Šešeljová | 147 793     | 3,78 %    | —           | —         |